# Welsh Rhapsody (German)
Welsh Rhapsody is een compositie van de Britse componist Edward German. Het is 1904 geschreven in opdracht van een muziekfestival in Cardiff, vandaar dat het soms de subtitel The "Cardiff" meekrijgt. Alhoewel het een van Germans meest populaire instrumentale stukken was/is zijn er maar weinig opnamen verschenen; een euvel dat meer werken van German overkwam.
German wist eerst niet wat hij nou zou componeren voor het festival. Zijn keus viel uiteindelijk op een rapsodie gebaseerd op Welshe melodieën. German is zelf van Welshe komaf. Een werk dat gebaseerd is op traditionele Welshe melodieën kon in ieder geval rekenen op de goedkeuring van de opdrachtgevende instantie en het publiek. Zelfs tot in de jaren 90 van de 20e eeuw was het publiek enthousiast voor dit werk, bleek bij een uitvoering in het kader van het 100-jarig bestaan van de University of Wales.
De rapsodie is German’s vijfde werk in symfonievorm. Na zijn tweede symfonie dorst hij de titel "symfonie" niet meer te gebruiken en vandaar dat dit een rapsodie heet. De rapsodie is een bijna-symfonie, want de beginmelodie komt aan het slot weer terug en het heeft de klassieke vierdelige opzet. Deze vier secties worden zonder onderbreking gespeeld

## Secties
1. Loudly Proclaim (o’er land and sea) is de statige binnenkomer gebaseerd op de melodie Ymadawiad y Brenin (Vertrek van de Koning); daartegenover heeft German zelf een tweede melodie geschreven;
2. Hunting the Hare – Bells of Aberdovey; gebaseerd op Hela’r Ysgyfarnog dat bewerkt is tot een tarantella en Clychau Aberdyfi, klokgelui uit het legendarische Aberdovey dat nu in de Cardigan Bay verzonken zou zijn; het tweede deel is het klassieke scherzo;
3. David of the White Rock (David y Garreg Wen) is het meer serieuze deel, waarbij de melodie van deel (1) verwerkt is;
4. Men of Harlech (Rhyfelgyrch Gwyr Harlech) is het slotdeel, dat in marstempo begint en uitmondt in een climax.

## Orkestratie
- 3 dwarsfluiten, 2 hobos, 2 klarinetten, 2 fagotten;
- 4 hoorns, 2 trompetten, 3 trombones, 1 tuba;
- pauken, percussie en harp (het nationaal muziekinstrument van Wales)
- strijkers

## Discografie
- Uitgave Marco Polo Records: Nationaal Symfonieorkest van Ierland o.l.v. Andrew Penny (niet meer verkrijgbaar in 2009)
- EMI: Royal Scottish National Orchestra o.l.v. Alexander Gibson
- SRC: The Band of the Welsh Guards o.l.v. Phillip Shannon
- Orkestratie van Novello.